# هيرمان ناك
هيرمان ناك (بالهولندية: Herman Nak)‏ (6 سبتمبر 1895 – 31 أغسطس 1972) هو ملاكم هولندي راحل، مثّل بلاده في الألعاب الأولمبية الصيفية 1920.

## روابط خارجية
هيرمان ناك على موقع أوليمبيديا (الإنجليزية)